# 橋本博之
橋本 博之（はしもと ひろゆき、1960年9月6日 - ）は、日本の法学者。慶應義塾大学名誉教授、明治大学法務研究科教授。専門は行政法。

## 人物
山口県出身。1984年東京大学法学部卒業。東京大学法学部助手、立教大学法学部専任講師、同助教授、同大学院法務研究科教授、慶應義塾大学法科大学院教授を経て、現職。

## 著書
- 『行政判例と仕組み解釈』(弘文堂、2009年)
- 『行政判例ノート 第3版』（弘文堂、2013年）
- 『行政法解釈の基礎: 「仕組み」から解く』（日本評論社、2013年）
- 『新しい行政不服審査制度』（共著）(弘文堂、2014年)
- 『行政救済法 第2版』（共著）(弘文堂、2015年)
- 『現代行政法』(岩波書店、2017年)
- 『行政法 第6版』（共著）（弘文堂、2019年）
- 『行政法解釈の技法』(共著) (弘文堂、2023年)